# Habranthus carmineus
Habranthus carmineus är en amaryllisväxtart som beskrevs av Pierfelice Ravenna. Habranthus carmineus ingår i släktet Habranthus och familjen amaryllisväxter. Inga underarter finns listade i Catalogue of Life.